# Brujo

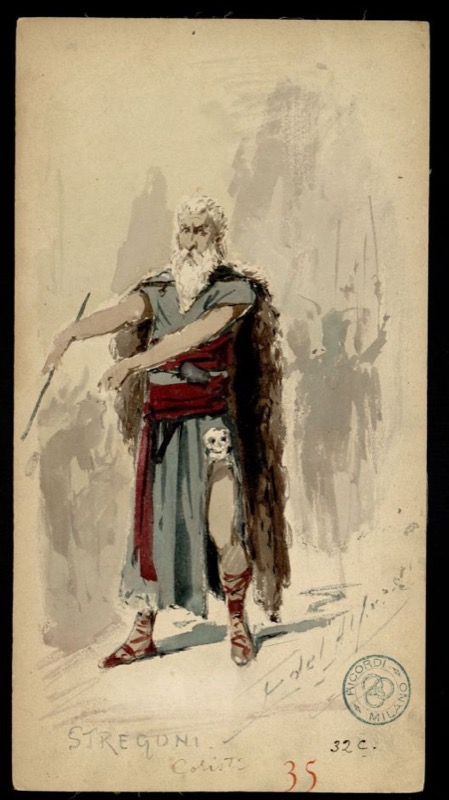
Diseño de vestuario de un hechicero para la ópera Mefistófeles (Alfredo Leonardo Edel, 1881).

Un brujo (en inglés: warlock) es un practicante masculino de la brujería.

## Etimología y terminología
La palabra española "bruja" (en masculino, "brujo") es de etimología dudosa, posiblemente prerromana, del mismo origen que el portugués y gallego bruxa y el catalán bruixa. La primera aparición documentada de la palabra, en su forma bruxa, data de finales del siglo XIII. En 1396 se encuentra la palabra broxa, en aragonés, en las Ordinaciones y paramientos de Barbastro. Carmelo Lisón Tolosana considera que el origen de la palabra puede encontrarse en el área pirenaica. En Gascuña y Béarn era también corriente el uso de una palabra etimológicamente relacionada, brouche. Debe tenerse en cuenta que en esta época el Languedoc y la Corona de Aragón eran áreas culturalmente muy relacionadas.
Del término inglés warlock, la etimología más comúnmente aceptada deriva del inglés antiguo wǣrloga, que significaba "rompedor de juramentos" o "farsante" y que se aplicó especialmente al diablo alrededor del año 1000. En el escocés moderno temprano, la palabra pasó a utilizarse como equivalente masculino de bruja (que puede ser hombre o mujer, pero históricamente se ha utilizado predominantemente para las mujeres). El término puede haberse asociado en Escocia a los brujos de género masculino debido a la idea de que habían hecho pactos con Auld Hornie (el diablo) y, por tanto, habían traicionado la fe cristiana y roto sus votos o juramentos bautismales. A partir de este uso, la palabra pasó a la literatura romántica y, en última instancia, a la cultura popular del siglo XX. También se ha sugerido que proviene del nórdico antiguo varð-lokkur, "llamador de espíritus", pero el Oxford English Dictionary lo considera poco plausible debido a la extrema rareza de la palabra nórdica y a que las formas sin -k dura, que concuerdan con la etimología del inglés antiguo ("traidor"), se atestiguan antes que las formas con -k.

## Historia

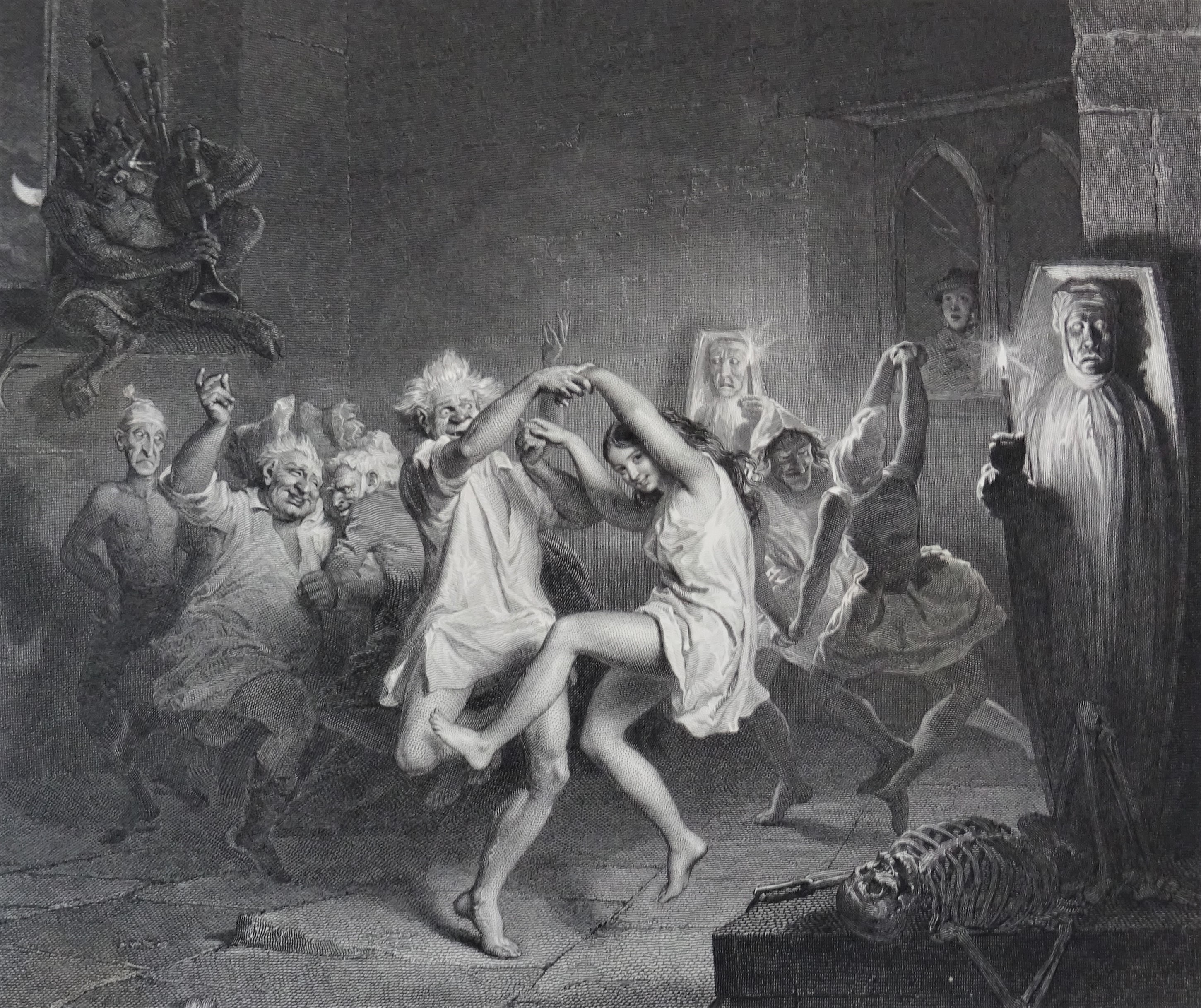
Brujos y brujas en un baile (John Faed, 1855).

Aunque la mayoría de las víctimas de los juicios por brujería en la Escocia moderna eran mujeres, algunos hombres también fueron ejecutados por ser considerados brujos.
En su época, el matemático John Napier fue considerado brujo o mago por su interés en la adivinación y las ciencias ocultas, aunque su sólida posición probablemente impidió que fuera procesado.